# 徳島マツダ
株式会社徳島マツダ（とくしまマツダ）は、徳島県を営業エリアとするマツダのカーディーラー。
地場独立資本のディーラーであり、隣県の 香川マツダ販売は、同じ星合家が別資本で経営している。

## 営業所
- 本社：徳島市論田町
- 徳島西店：徳島市国府町観音寺
- 池田店：三好市井川町
- 鳴門店：鳴門市大津町木津野
- 川内店：徳島市川内町
- 阿南店：阿南市津乃峰町
- 論田ユーカーランド：徳島市論田町

別ブランド店鋪
- スズキアリーナバイパス55号（スズキ販売新徳島）：徳島市大松町

旧扱いブランド
- アウディ徳島（本社に併設）

2015年2月にて撤退。ディーラー権は「阪神サンヨーホールディングス（サンヨーオートセンター）」に売却。建物は中古車ショールームに改装。